# Йекель, Отто Макс Йоганнес
Отто Макс Йоганнес Йекель (нем. Otto Max Johannes Jaekel; 1863—1929) — немецкий геолог и палеонтолог, член-корреспондент российской Императорской академии наук (1911).
Автор почти 200 статей и монографий.

## Биография

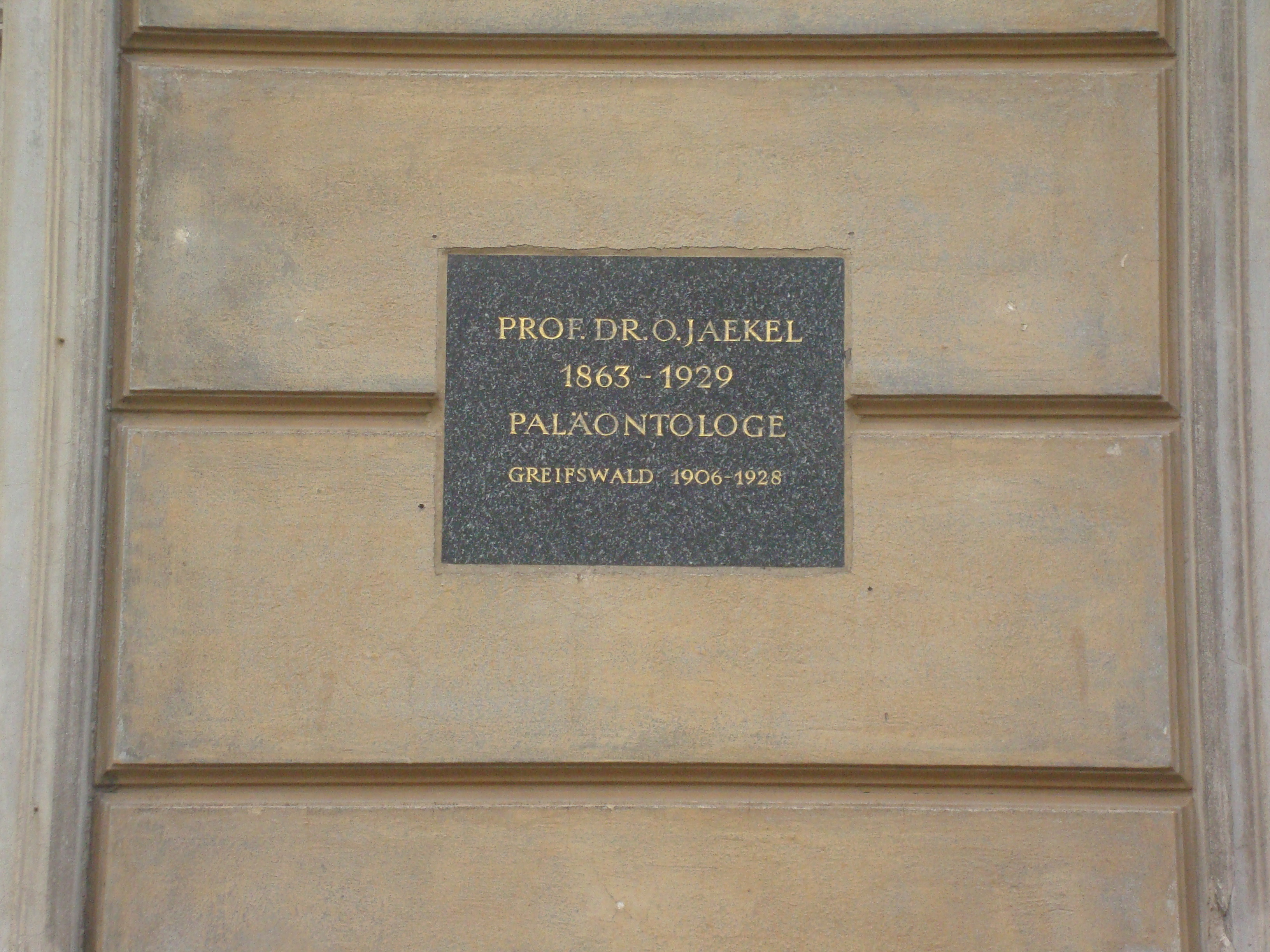
Памятная доска в Грайфсвальде

Родился 21 февраля 1863 года в городе Нойзальц-на-Одере Прусской Силезии (ныне Нова Суль, Польша). 
Получил хорошее образование в гимназии Лигницы (ныне Легница, Польша), которую он окончил в 1883 году. Обучение продолжил обучение в университете Бреслау (1883—1885) и университете Мюнхена (1885—1886). В числе его преподавателей были геолог К. Рёмер и палеонтолог К. Циттель. Под руководством последнего в 1889 году Йекель защитил докторскую диссертацию по палеонтологии — «Neue Rekonstruction von Pleuracanthus sessilis Tord. sp. und Polyacrodus Hauffianus E. Fraaś» в Мюнхенском университете.
Научная карьера Отто Йекеля началась в качестве ассистента в Институте геологии и палеонтологии университета Страсбурга (1887—1889 годы). После стажировки в Лондоне, в 1890 году он получил должность приват-доцента в университете Берлина. С 1894 года был экстраординарным профессором Института геологии и палеонтологии, одновременно являлся хранителем университетского музея. В 1906 году он оставил Берлин и стал работать профессором в университете Грайфсвальда, где до 1928 года возглавлял кафедру палеонтологии, читал лекции и занимался научными исследованиями.
9 ноября 1911 года его кандидатура была представлена для избрание членом-корреспондентом Императорской Санкт-Петербургской академии наук по разряду физическому Физико-математического отделения. 10 декабря этого же года он был утвержден в этом звании общим собранием Академии.
В 1912 году по инициативе Отто Йекеля в Грайфсвальде было создано Немецкое палеонтологическое общество; важную роль в популяризации достижений палеонтологов разных стран сыграл печатный орган Общества «Palấontologische Zeitschrift». Научные заслуги учёного были отмечены Геологическим обществом Лондона, членом-корреспондентом которого он был избран в 1926 году.
В 1928 году Отто Макс Йоганнес Йекель вышел на пенсию и принял приглашение китайского Национального университета Сунь Ятсена в Гуанчжоу (ныне Коммунистический университет трудящихся Китая) занять должность профессора палеонтологии и организовать при университете палеонтологический и геологический институты. В начале 1929 года будучи в Пекине, куда он приехал для участия в работе съезда Геологического общества Китая, учёный внезапно заболел и скоропостижно умер 6 марта 1929 года от воспаления лёгких в немецком госпитале Пекина.